# Internalizzazione
L'internalizzazione o insourcing (approvvigionamento interno) è un termine usato in economia aziendale per indicare il mantenimento di un’attività all'interno dell'azienda tramite la collaborazione di una società esterna che garantisca il necessario know-how. È in pratica un'esternalizzazione che viene svolta all'interno dell'azienda.
Si parla di backsourcing quando attività precedentemente esternalizzate vengono nuovamente internalizzate; questo fenomeno ha assunto dimensioni rilevanti nel primo decennio del XXI secolo, dopo un periodo di forte esternalizzazione nel decennio precedente.